# فيليب نيومان
فيليب نيومان (بالألمانية: Philipp Neumann)‏ (و. 1992  م) هو لاعب كرة سلة ألماني، ولد في كولونيا، مركز لعبه هو وسط.

## روابط خارجية
- فيليب نيومان على موقع الاتحاد الدولي لكرة السلة (الإنجليزية)
- فيليب نيومان على موقع كرة السلة الأوروبية.كوم (الإنجليزية)
- فيليب نيومان على موقع ريلجم (الإنجليزية)
- فيليب نيومان على موقع بروبوليرز (الإنجليزية)
- فيليب نيومان على موقع سبورتس رفرنس (الإنجليزية)